# Mieczysław Rasiej
Mieczysław Tadeusz Rasiej (Pikulice, 6 maggio 1924 – Torino, 16 ottobre 2007) è stato un attivista polacco, benefattore e veterano, presidente dell'Associazione Generale dei Polacchi in Italia, fondatore e presidente della Comunità Polacca di Torino, co-fondatore del Centro culturale polacco a Londra e della Casa Giovanni Paolo II a Roma
.

## Biografia
Mieczysław era figlio di Zygmunt Rasiej (n. Sielnica (Polonia), 1896 - m. fucilato nella foresta di Bykovnia (Ucraina) dagli agenti sovietici del NKVD, 1940) comandante della Polizia di Stato del distretto di Brody (attuale Ucraina) e avvocato, e della nobildonna Helena Katarzyna Habilewicz, discendente di una famiglia di principi polacco-lituani di origine tartara, con ascendenti armeni e ruteni.
Dopo lo scoppio della seconda guerra mondiale, fu deportato con la sua famiglia (la madre Helena ed il fratello minore Kazimierz) in Kazakistan dai Sovietici che avevano occupato la parte della Polonia dove vivevano. Nel 1942, durante la formazione delle truppe polacche in URSS, si arruolò volontario nell'esercito polacco e, come soldato del II Corpo del generale Władysław Anders, partecipò a battaglie in Italia, tra cui: la battaglia di Montecassino, nei combattimenti sulla costa adriatica e per la liberazione di Bologna. Ha prestato servizio nel 1° reggimento di artiglieria leggera dei Carpazi, come cadetto di plotone.
Dopo la fine della guerra studiò al Politecnico di Torino, città dove conobbe la futura moglie Renza Cortinovis (n. Casale Monferrato, 1922 - m. Torino, 2004), professoressa di lettere e filosofia, figlia del cav. Felice Cortinovis, cavaliere dell'Ordine Pontificio di San Silvestro Papa. Dalla loro unione sono nati 3 figli: Kazimierz (n. 1947), Giorgio (n. 1951) e Helena (n. 1956). Ha conseguito la Laurea in ingegneria elettrica. È stato direttore tecnico della Nebiolo, direttore dello stabilimento "Meccanica Sommariva" e amministratore, consigliere del consiglio di amministrazione e consulente della Patelec.
Negli anni '80 organizzò trasporti di aiuti umanitari destinati all'allora Sindacato illegale Solidarność. È stato uno dei fondatori della Comunutà Polacca di Torino e ne è stato il presidente dal 1991, quando l'allora presidente ing. Jan Jaworski morì. Dal 1996 è stato presidente dell'Associazione dei Polacchi in Italia fino all'ottobre 2007, anno della sua morte. È stato l'ideatore del Museo Memoriale del 2º Corpo d'Armata Polacco a Montecassino nonché del monumento dedicato sempre al 2º Corpo d'Armata Polacco in piazza Polonia a Torino.

## Onorificenze
- Croce di Commendatore dell'Ordine della Polonia Restituta (2000)
- Croce d'oro al merito del governo della Repubblica di Polonia in esilio
- Croce commemorativa di Montecassino
- Medaglia d'oro al merito della cultura Gloria Artis (2007)
- Distintivo d'oro del tesoro nazionale della Repubblica di Polonia
- The Defence Medal 1939 - 1945
- The Italy Star
- War Medal 1939 - 1945
- The 1939 - 1945 Star
- Medal "Polska Swemu Obroncy"
- Croce "Forze Armate Polacche in Occidente 1939 - 1945"
- Pro Memoria medal
- Exuli Bene de Ecclesia Merito medal